# Kenkere, Magadi
Kenkere là một làng thuộc tehsil Magadi, huyện Ramanagara, bang Karnataka, Ấn Độ.